# 全国打击侵犯知识产权和制售假冒伪劣商品工作领导小组
全国打击侵犯知识产权和制售假冒伪劣商品工作领导小组，是中华人民共和国国务院于2010年设立的国务院议事协调机构，负责集中开展打击侵犯知识产权和制售假冒伪劣商品专项行动。

## 历史
2010年11月5日，中华人民共和国国务院决定成立全国打击侵犯知识产权和制售假冒伪劣商品专项行动领导小组，加强对全国集中开展打击侵犯知识产权和制售假冒伪劣商品专项行动专项行动的组织领导，保证各项任务落到实处。2018年10月29日，该小组的组成人员受到调整。

## 组成人员
组长
- 王勇（国务委员）

副组长
- 张茅（市场监管总局局长）
- 孟扬（国务院副秘书长）

成员
- 梁言顺（中央宣传部副部长）
- 陈训秋（中央政法委副秘书长）
- 连维良（发展改革委副主任）
- 罗文（工业和信息化部副部长）
- 孟庆丰（公安部副部长）
- 赵大程（司法部副部长）
- 程丽华（财政部副部长）
- 赵英民（生态环境部副部长）
- 宋建朝（农业农村部党组成员）
- 李成钢（商务部部长助理）
- 项兆伦（文化和旅游部副部长）
- 王贺胜（卫生健康委副主任）
- 朱鹤新（人民银行副行长）
- 徐福顺（国资委副主任）
- 邹志武（海关总署副署长）
- 于春生（税务总局副局长）
- 甘霖（市场监管总局副局长）
- 范卫平（广电总局副局长）
- 陈建明（国管局副局长）
- 高翔（网信办副主任）
- 刘东生（林草局副局长）
- 刘君（邮政局副局长）
- 徐景和（药监局副局长）
- 贺化（知识产权局副局长）
- 陶凯元（最高人民法院副院长）
- 孙谦（最高人民检察院副检察长）
- 高燕（贸促会会长）

## 办事机构
国家市场监督管理总局执法稽查局（简称市场监管总局稽查局），与全国打击侵犯知识产权和制售假冒伪劣商品工作领导小组办公室（简称全国打击侵权假冒办、全国双打办）合署办公，是国家市场监督管理总局内设机构。

### 沿革
2010年，全国双打小组成立后，全国打击侵犯知识产权和制售假冒伪劣商品工作领导小组办公室单独设置，作为商务部内设机构（正司局级）。2018年国务院机构改革后，全国双打办设在国家市场监督管理总局，由国家市场监督管理总局执法稽查局承担办公室工作。

### 职责
根据有关规定，国家市场监督管理总局执法稽查局（全国打击侵犯知识产权和制售假冒伪劣商品工作领导小组办公室）承担下列职能：
1. 拟订市场监管综合执法及稽查办案的制度措施并组织实施。
2. 指导查处市场主体准入、生产、经营、交易中的有关违法行为和案件查办工作。
3. 承担组织查办、督查督办有全国性影响或跨省（自治区、直辖市）的大案要案和典型案件工作。
4. 负责市场监管执法办案信息系统建设和管理工作。
5. 指导地方市场监管综合执法工作。
6. 组织协调全国打击侵犯知识产权和制售假冒伪劣商品工作。
7. 承办总局交办的其他事项。

### 机构设置
根据有关规定，国家市场监督管理总局执法稽查局（全国打击侵犯知识产权和制售假冒伪劣商品工作领导小组办公室）设置下列机构：
- 综合处
- 稽查一处
- 稽查二处
- 稽查三处
- 稽查四处
- 执法信息处
- 执法协调处
- 执法督察处